# 4-Bromo-2,5-dimetoksi-4-bromoamfetamin
4-Bromo-2,5-dimetoksi-4-bromoamfetamin je hemijsko jedinjenje iz amfetaminske klase.

## Spoljašnje veze
|  | Molimo Vas, obratite pažnju na važno upozorenje u vezi sa temama iz oblasti medicine (zdravlja). |